# Marruecos en la Copa Mundial de Fútbol de 1986
Marruecos es una de las 24 selecciones participantes en la Copa Mundial de Fútbol de México 1986, la que es su segunda participación en un mundial.

## Clasificación

### Primera Ronda
| Equipo 1     | Agr. | Equipo 2  | Ida | Vuelta |
| ------------ | ---- | --------- | --- | ------ |
| Sierra Leona | 0–5  | Marruecos | 0–1 | 0–4    |

### Segunda Ronda
| Equipo 1  | Agr. | Equipo 2 | Ida | Vuelta |
| --------- | ---- | -------- | --- | ------ |
| Marruecos | 2–0  | Malaui   | 2–0 | 0–0    |

### Tercera Ronda
| Equipo 1 | Agr. | Equipo 2  | Ida | Vuelta |
| -------- | ---- | --------- | --- | ------ |
| Egipto   | 0–2  | Marruecos | 0–0 | 0–2    |

### Ronda Final
| Equipo 1  | Agr. | Equipo 2 | Ida | Vuelta |
| --------- | ---- | -------- | --- | ------ |
| Marruecos | 3–1  | Libia    | 3–0 | 0–1    |

## Jugadores
Estos son los 22 jugadores convocados para el torneo:

## Resultados
Marruecos fue eliminado en la segunda ronda.

### Grupo F
| País       | J | G | E | P | GF | GC | GD | Pts |
| ---------- | - | - | - | - | -- | -- | -- | --- |
| Marruecos  | 3 | 1 | 2 | 0 | 3  | 1  | +2 | 4   |
| Inglaterra | 3 | 1 | 1 | 1 | 3  | 1  | +2 | 3   |
| Polonia    | 3 | 1 | 1 | 1 | 1  | 3  | −2 | 3   |
| Portugal   | 3 | 1 | 0 | 2 | 2  | 4  | −2 | 2   |

| 2 de junio de 1986 | Marruecos | 0-0     | Polonia | Estadio Universitario, Monterrey                                     |                                                                      |
|                    |           | Reporte |         | Asistencia: 19 900 espectadores Árbitro(s): José Luis Martínez Bazán | Asistencia: 19 900 espectadores Árbitro(s): José Luis Martínez Bazán |

| 6 de junio de 1986 | Inglaterra | 0-0     | Marruecos | Estadio Tecnológico, Monterrey                               |                                                              |
|                    |            | Reporte |           | Asistencia: 20 200 espectadores Árbitro(s): Gabriel González | Asistencia: 20 200 espectadores Árbitro(s): Gabriel González |

| 11 de junio de 1986 | Portugal       | 1-3     | Marruecos                    | Estadio Tres de Marzo, Guadalajara                      |                                                         |
|                     | Diamantino 79' | Reporte | Khairi 19', 27' · Krimau 62' | Asistencia: 28 000 espectadores Árbitro(s): Alan Snoddy | Asistencia: 28 000 espectadores Árbitro(s): Alan Snoddy |

### Segunda Ronda
| 17 de junio de 1986 | Marruecos | 0-1     | Alemania Federal | Estadio Universitario, San Nicolás de los Garza            |                                                            |
|                     |           | Reporte | Matthäus 88'     | Asistencia: 19 800 espectadores Árbitro(s): Zoran Petrović | Asistencia: 19 800 espectadores Árbitro(s): Zoran Petrović |